# Cratere Kulthum
Kulthum  è un cratere sulla superficie di Mercurio.